# Самосадка
Самосадка (баш. Самосадка) — деревня в Бирском районе Республики Башкортостан Российской Федерации. Входит в состав Бахтыбаевского сельсовета. 

## География

### Географическое положение
Расстояние до:
- районного центра (Бирск): 15 км,
- центра сельсовета (Баженово): 5 км,
- ближайшей ж/д станции (Янаул): 95 км.

## Население
| 2002 | 2009 | 2010 |
| ---- | ---- | ---- |
| 32   | ↗34  | ↘28  |

Согласно переписи 2002 года, преобладающая национальность — русские (91 %).